# Československá basketbalová liga 1983-1984
La Československá basketbalová liga 1983-1984 è stata la 56ª edizione del massimo campionato cecoslovacco di pallacanestro maschile. La vittoria finale è stata ad appannaggio del Pardubice.

## Risultati

### Stagione regolare
|     | Squadra                | G  | V  | P  | PF   | PS   | Pt. | Qualificazione |
| --- | ---------------------- | -- | -- | -- | ---- | ---- | --- | -------------- |
| 1.  | Zbrojovka Brno         | 24 | 16 | 8  | 2115 | 2036 | 40  | playoff        |
| 2.  | Tatran Ostrava         | 24 | 16 | 8  | 2152 | 2114 | 40  | playoff        |
| 3.  | Dukla Olomouc          | 24 | 14 | 10 | 2015 | 1957 | 38  | playoff        |
| 4.  | Pardubice              | 24 | 13 | 11 | 2081 | 2011 | 37  | playoff        |
|     |                        |    |    |    |      |      |     |                |
| 5.  | VŠDS Žilina            | 24 | 13 | 11 | 2102 | 2088 | 37  |                |
| 6.  | VŠ Praga               | 24 | 11 | 13 | 2116 | 2045 | 35  |                |
| 7.  | Inter Bratislava       | 24 | 9  | 15 | 2123 | 2240 | 33  |                |
|     |                        |    |    |    |      |      |     |                |
| 8.  | Slávia SVŠT Bratislava | 24 | 10 | 14 | 2028 | 2052 | 34  |                |
| 9.  | Sparta ČKD Praga       | 24 | 10 | 14 | 2071 | 1988 | 34  |                |
| 10. | Chemosvit              | 24 | 8  | 16 | 1937 | 2109 | 32  | retrocesso     |

### Playoff
|  | Semifinali | Semifinali     | Semifinali |                |    | Finale    | Finale | Finale |  |
|  |            |                |            |                |    |           |        |        |  |
|  | 1.         | Zbrojovka Brno | 0          |                |    |           |        |        |  |
|  | 1.         | Zbrojovka Brno | 0          |                |    |           |        |        |  |
|  | 4.         | Pardubice      | 2          |                |    |           |        |        |  |
|  | 4.         | Pardubice      | 2          |                | 4. | Pardubice | 2      |        |  |
|  |            |                |            |                | 4. | Pardubice | 2      |        |  |
|  |            |                | 2.         | Tatran Ostrava | 1  |           |        |        |  |
|  | 2.         | Tatran Ostrava | 2.         | Tatran Ostrava | 1  | 2         |        |        |  |
|  | 2.         | Tatran Ostrava |            |                |    |           |        |        |  |
|  | 3.         | Dukla Olomouc  | 1          |                |    |           |        |        |  |

| Československá basketbalová liga 1983-1984 |
| ------------------------------------------ |
| Pardubice 1º titolo                        |

## Formazione vincitrice
| N° | Naz.                      | Ruolo | Sportivo          |  | Alt. |  |
| -- | ------------------------- | ----- | ----------------- |  | ---- |  |
|    | Cecoslovacchia (bandiera) | A     | Stano Kropilák    |  | 208  |  |
|    | Cecoslovacchia (bandiera) | P     | Jaroslav Kantůrek |  | 183  |  |
|    | Cecoslovacchia (bandiera) |       | Miloš Kulich      |  |      |  |
|    | Cecoslovacchia (bandiera) |       | Ladislav Rous     |  |      |  |
|    | Cecoslovacchia (bandiera) |       | Kristiník         |  |      |  |
|    | Cecoslovacchia (bandiera) |       | Voltner           |  |      |  |
|    | Cecoslovacchia (bandiera) |       | Zuzánek           |  |      |  |
|    | Cecoslovacchia (bandiera) |       | Burgr             |  |      |  |
|    | Cecoslovacchia (bandiera) |       | Vaněček           |  |      |  |
|    | Cecoslovacchia (bandiera) |       | Kůrka             |  |      |  |
|    | Cecoslovacchia (bandiera) |       | Faltýnek          |  |      |  |
|    | Cecoslovacchia (bandiera) |       | Zikuda            |  |      |  |
|    | Cecoslovacchia (bandiera) |       | Kolář             |  |      |  |
|    | Cecoslovacchia (bandiera) |       | Macela            |  |      |  |
|    | Cecoslovacchia (bandiera) | All.  | Luboš Bulušek     |  |      |  |

## Fonti
- Ing. Pavel Šimák: Historie československého basketbalu v číslech (1932-1985), Basketbalový svaz ÚV ČSTV, květen 1985, 174 stran
- Ing. Pavel Šimák: Historie československého basketbalu v číslech, II. část (1985-1992), Česká a slovenská basketbalová federace, březen 1993, 130 stran
- Juraj Gacík: Kronika československého a slovenského basketbalu (1919-1993), (1993-2000), vydáno 2000, 1. vyd, slovensky, BADEM, Žilina, 943 stran
- Jakub Bažant, Jiří Závozda: Nebáli se své odvahy, Československý basketbal v příbězích a faktech, 1. díl (1897-1993), 2014, Olympia, 464 stran